# Leucauge funebris
Leucauge funebris är en spindelart som beskrevs av Cândido Firmino de Mello-Leitão 1930. 
Leucauge funebris ingår i släktet Leucauge och familjen käkspindlar. Inga underarter finns listade i Catalogue of Life.